# Galleria civica G. Segantini
La Galleria Civica G. Segantini è un museo di Arco, in provincia autonoma di Trento.
Il museo è gestito dal comune di Arco. In passato è stata gestita dal MAG Museo Alto Garda.

## Collezione
La Galleria mantiene nelle sue sale uno spazio permanente dedicato al pittore divisionista arcense Giovanni Segantini, e vi si possono ammirare dipinti, opere di grafica e documenti storici sull'artista.  La mostra è completata da una sezione interattiva relativa alla città di Arco.

## Sede
La galleria ha sede nel Palazzo dei Panni di Arco, costruito sul finire del Seicento da Giambattista d'Arco. La sua facciata presenta mascheroni diversi ad ogni finestra, e deve il suo nome al periodo durante il quale ospitò una tessitura di lana.